# 桑园村
桑园村，是中华人民共和国江西省吉安市吉水县金滩镇下辖的一个村。
2013年8月26日，桑园村公布为第二批中国传统村落。
2014年2月19日，桑园村公布为第六批中国历史文化名村。